# Wit Goud
Wit Goud is een Belgisch bier. Het wordt gebrouwen door Brouwerij Hof ten Dormaal te Tildonk, een deelgemeente van Haacht.

## Achtergrond
Hof ten Dormaal is een hoevebrouwerij, opgericht door André Janssens. Uniek is dat de meeste ingrediënten voor de bieren ter plaatse worden gekweekt: vooral gerst, hop en voor Wit Goud ook witloof.
De bieren van brouwerij Hof ten Dormaal worden vermeld als Vlaams-Brabantse streekproducten en als streekproducten van het Dijleland.

Het bier wordt nochtans grotendeels – zo’n 90% - uitgevoerd naar de Verenigde Staten omdat het daar zeer gegeerd is en omdat verspreiding in België veel moeilijker is voor een kleine brouwerij.
Het bier werd gelanceerd in maart 2011. In november 2010 was het al wel verkrijgbaar als kerst- of winterbier onder de naam Winter 11. Omdat het zo in de smaak viel, werd beslist het permanent te produceren onder een andere naam.

## Het bier
Wit Goud is een blond bier van hoge gisting met een alcoholpercentage van 8%. Bijzonder aan dit bier is dat er witloof in verwerkt is, vandaar ook de ondertitel “witloofbier” op het etiket. Met name een deel van de wortel, de cichorei werd verwerkt, gedeeltelijk ter vervanging van hop. Ook de witloofwortel zorgt voor bitterheid.